# پیروزی کلئوپاترا

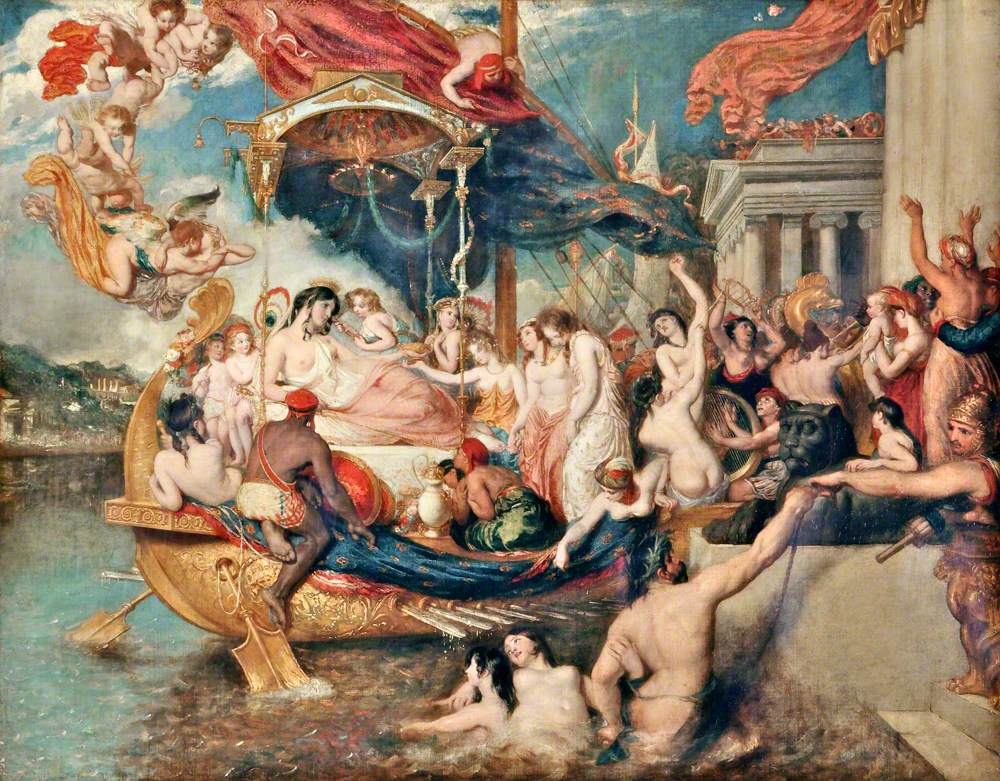

پیروزی کلئوپاترا (انگلیسی: The Triumph of Cleopatra) نقاشی رنگ‌روغن نقاش انگلیسی ویلیام اتی است. این نقاشی اولین بار در سال ۱۸۲۱ به نمایش گذاشته شد و اکنون در گالری هنری اهرم در پورت سانلایت لیورپول به نمایش گذاشته شده‌است.